# Philip Watch
Philip Watch è la più antica azienda italiana, registrata nel 1858, che produce orologi da polso e subacquei.

## Storia

### Dalla fondazione al 1940
Due maestri orologiai ossia lo svizzero François Philippe e il napoletano Filippo Giardiello fondarono questa impresa nel 1858 a Napoli per produrre inizialmente orologi da tasca. Nel 1923 il marchio Philippe Watch  fu depositato e registrato nel competente ufficio di Napoli. A fine anni trenta, Eduardo Giardiello, figlio del fondatore, sempre a Napoli, registra anche un altro marchio: si tratta di Phigied, considerato una seconda linea rispetto a Philippe Watch, pur mantenendo buone qualità. Nel 1945 viene registrato anche un altro marchio, Philier Watch. Patek Philippe contesta la similitudine di Philippe Watch con il proprio marchio dunque nel 1947, dopo un accordo con gli svizzeri, l'azienda italiana assunse il definitivo marchio Philip Watch.

### 1960-1970
Dalla fine degli anni Sessanta vengono presentati i primi diver della casa, “sigillati” grazie alla tecnica Caribbean, brevettata dalla Jenny e poi adottata da numerose altre maison, quali Ollech & Wajs, Jaquet-Droz, Doxa, Fortis e altre. A cavallo tra gli anni Sessanta e Settanta vengono infatti presentati i Caribbean 1000 e 2000, dei segnatempo subacquei professionali con casse monoblocco in grado di raggiungere i 1000 metri di profondità. I modelli recanti il logo del pesce della Jenny sul quadrante vengono soprannominati "Caribbean Shark". Nello stesso periodo viene presentata la linea Jolie Mode, dedicata ad un pubblico femminile e contraddistinta da un’attenzione particolare per il design.
Negli anni Settanta nasce la collezione Cormoran, che presenta linee ovaleggianti e casse cosiddette “a televisore” sulla scia della moda dell’epoca: così come i Caribbean avevano un proprio logo, raffigurante un pesce e la J di Jenny, anche questa collezione ha assunto un suo logo, raffigurante un uccello mentre vola. I movimenti sono sempre di fornitura, e in alcuni casi è possibile anche trovare incassato il famoso calibro Chronomatic, uno dei primi cronografi automatici ad essere proposti sul mercato, segno che, per quanto non realizzasse movimenti in house, Philip Watch si è sempre spesa per offrire ai suoi clienti la miglior qualità possibile.

### 1980-1990
Negli anni Ottanta è il turno del Seahorse, un altro diver dalle linee più moderne rispetto ai Caribbean del decennio precedente, proposto anche con movimento cronografico.

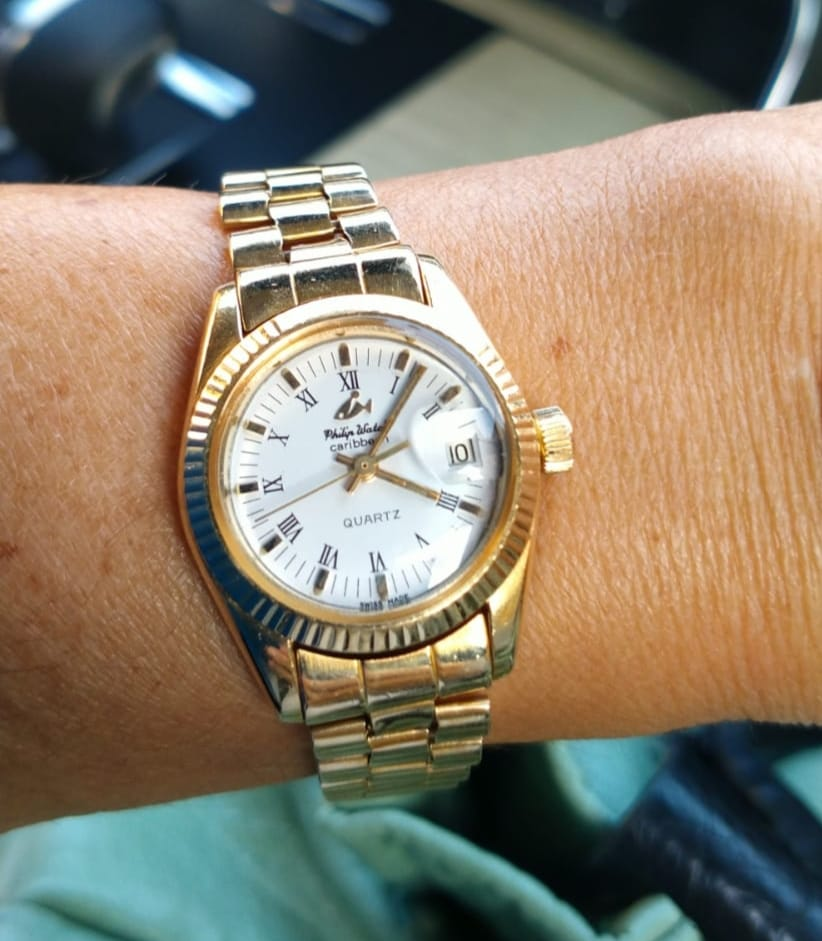
Philip Watch Caribbean in oro al quarzo, primi anni '80

Con l’avvento degli anni Ottanta, inoltre, non è infrequente trovare diversi segnatempo che si rifanno agli stilemi degli affermati Rolex Datejust, con movimento al quarzo o automatici ribattezzati Philmatic, a fianco della linea Caribbean. Anche con l’avvento del quarzo, la qualità offerta da Philip Watch è rimasta su buoni livelli.
La passione per gli orologi bicolore (acciaio e oro) favorisce la diffusione della linea Junior (e Junior Super), sia per uomo sia per donna, in cui i segnatempo, con cassa rotonda o di forma, hanno il bracciale integrato che si raccorda alla cassa senza le anse. Si tratta di un design molto in voga in quel periodo.

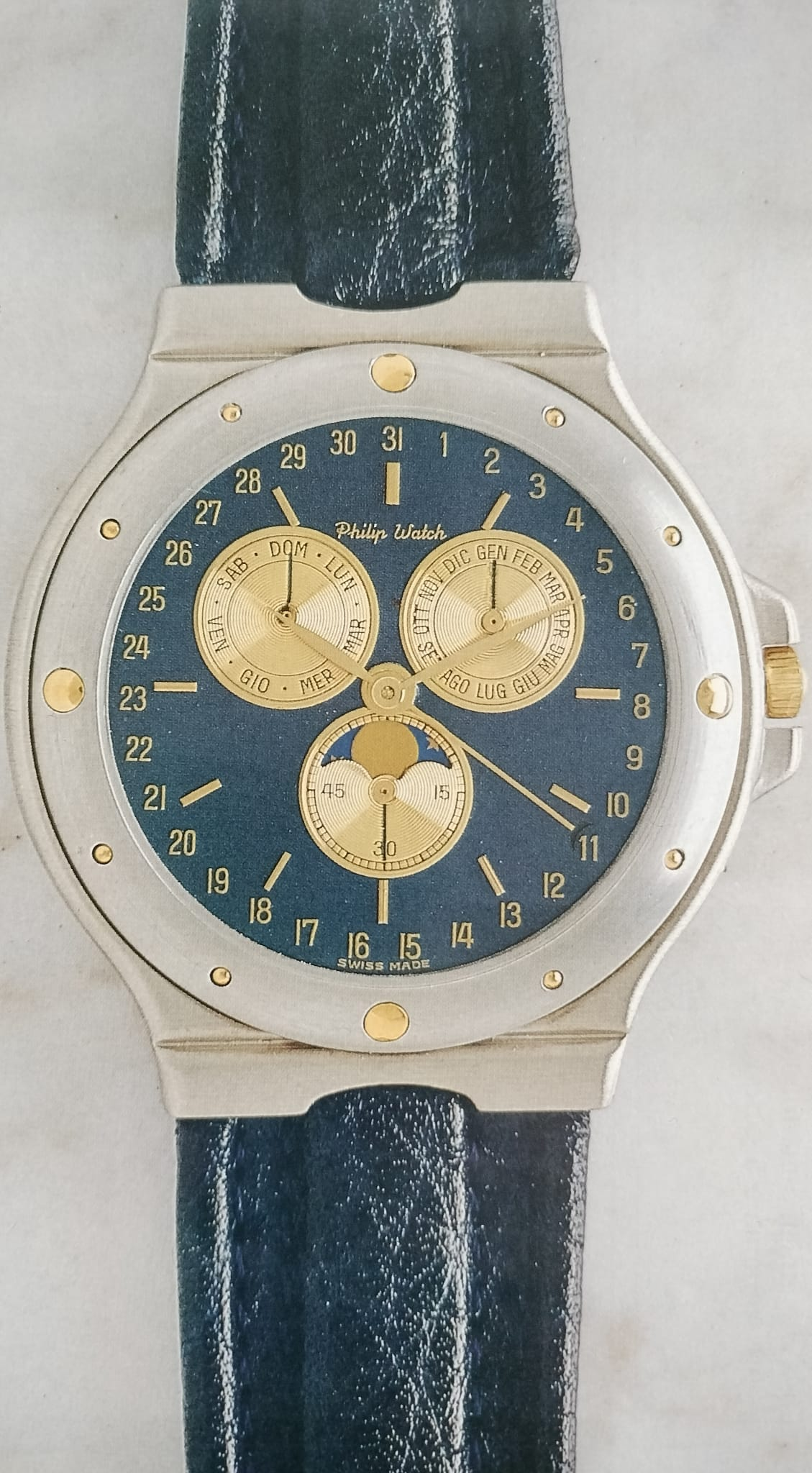
Philip Watch Letout al quarzo con calendario, fine anni Ottanta

Molto vicino alle mode del momento è pure la collezione Welkin, che strizza l'occhio ai recenti MDM Hublot di Carlo Crocco, con cinturino in pelle direttamente raccordato alla cassa senza la presenza delle anse. Nello stesso periodo si diffondono anche le collezioni Letout, caratterizzata da orologi al quarzo con diverse complicazioni, come il calendario completo, e la linea Progressive, formata da segnatempo al quarzo fini e sobri.
Sul finire degli anni Ottanta debutta inoltre una collezione molto elegante, chiamata Echo,  diffusasi durante il decennio successivo.

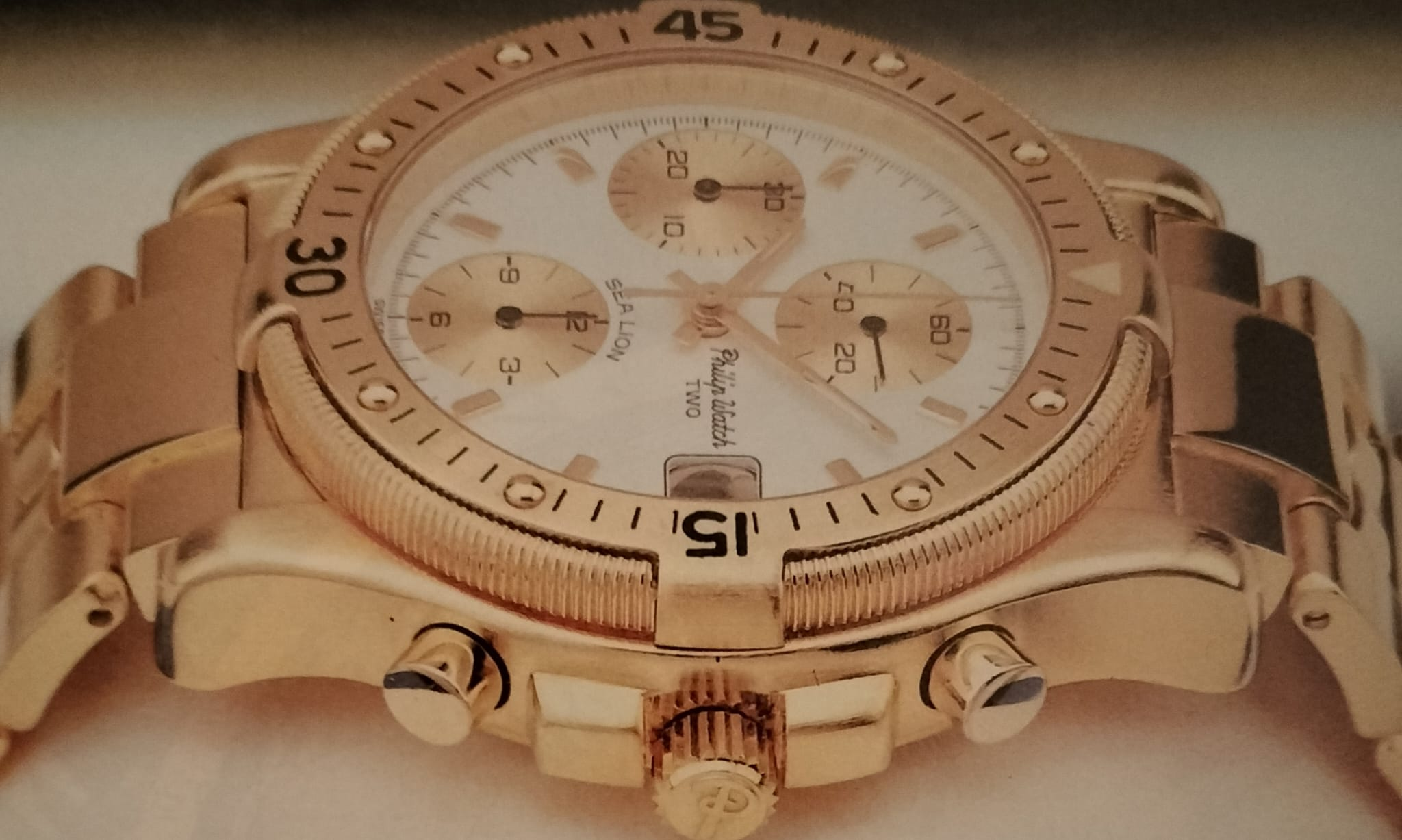
Philip Watch Sea Lion Two, primi anni Novanta

Il legame con il mondo delle immersioni viene ribadito dalla collezione Marine, presentata nel 1990, e contenente diversi modelli, tra cui il Seahorse e il cronografo Sea-Lion, aggiornato rispetto agli anni precedenti. Nel 1991 il Sea-Lion viene presentato con l'aggiunta dei pulsanti delle funzioni del cronografo a vite, per garantire maggior impermeabilità, che arriva a 500 metri. In questo periodo i modelli Philip Watch sono piuttosto ricercati e, rispetto ad oggigiorno, avevano un altro posizionamento sul mercato: basti pensare che un quarzo solotempo ultrapiatto in oro costava quasi 2 milioni di lire, cioè circa tanto quanto uno Zenith automatico in oro e il doppio di un Tudor Prince automatico in acciaio, mentre un Sea-Lion cronografo automatico in oro con cinturino in pelle costava oltre 7 milioni di lire (e la variante con anche il bracciale in oro il doppio). Per intenderci, la versione full gold costava all'incirca quanto un IWC Portofino in oro automatico con calendario perpetuo.
Verso la seconda metà anni Novanta e i primi anni Duemila si è aperta una nuova interpretazione del design in casa Philip Watch grazie alle linee Ixos, Imakos, Yeros, Reflexion e Kelis, con bracciali o cinturini integrati. Per gli appassionati delle immersioni è stato pensato il Teknodiver, un cronografo di dimensioni generose e buona leggibilità con impermeabilità garantita fino a 1000 metri, anch’esso sigillato dal brevetto Caribbean e animato dal calibro cronografico Valjoux 7750.

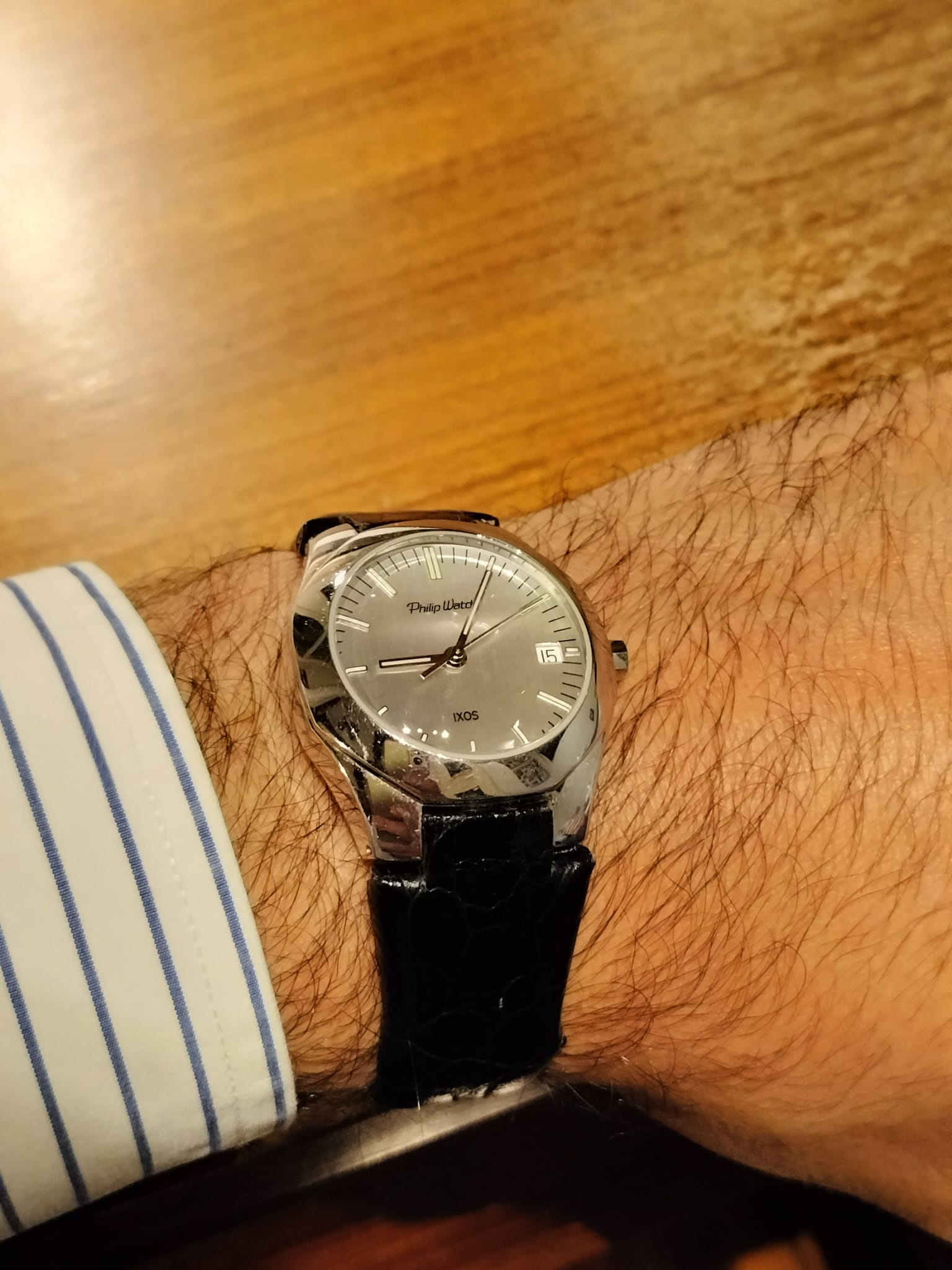
Philip Watch Ixos, fine anni '90 inizio anni 2000

In questo periodo viene presentata anche la collezione Letout, caratterizzata da segnatempo eleganti al quarzo dotati della complicazione del calendario completo.

### 2000-2020

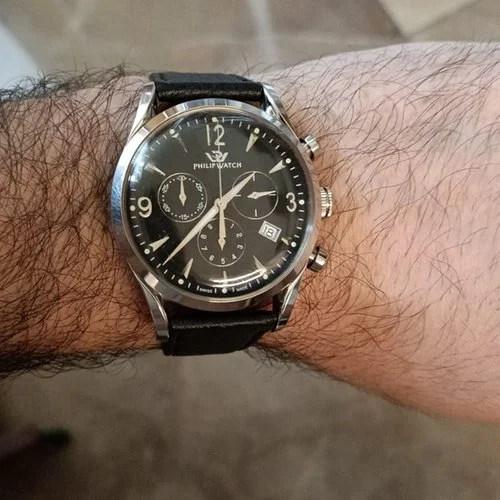
Philip Watch Sunray cronografo ref. R8271680002

Nel 2000 la Maison viene acquisita da Sector, già detentrice anche di Chronostar. Contestualmente, anche grazie al grande successo ottenuto dai cronografi Sector, viene lanciata la linea Aquatica 2000.
Nel 2006 l’intero Gruppo Sector viene acquisito dal polo italiano del lusso Morellato.
Nel 2008 viene proposta la collezione Anniversary 150, contraddistinta da linee ovaleggianti. Dieci anni più tardi, per i 160 anni dalla fondazione del marchio, viene proposto in edizione limitata a 160 esemplari un orologio della collezione Sunray con 39 mm di diametro, indicatore di riserva di carica e, nonostante l’appeal elegante e dal look vintage, impermeabile fino a 100 metri. Recentemente, come richiamo della tradizione orologiera della casa, è stata presentata la collezione Grand Archive 1940, contraddistinta da stilemi classici e dal logo col vecchio font corsivo.

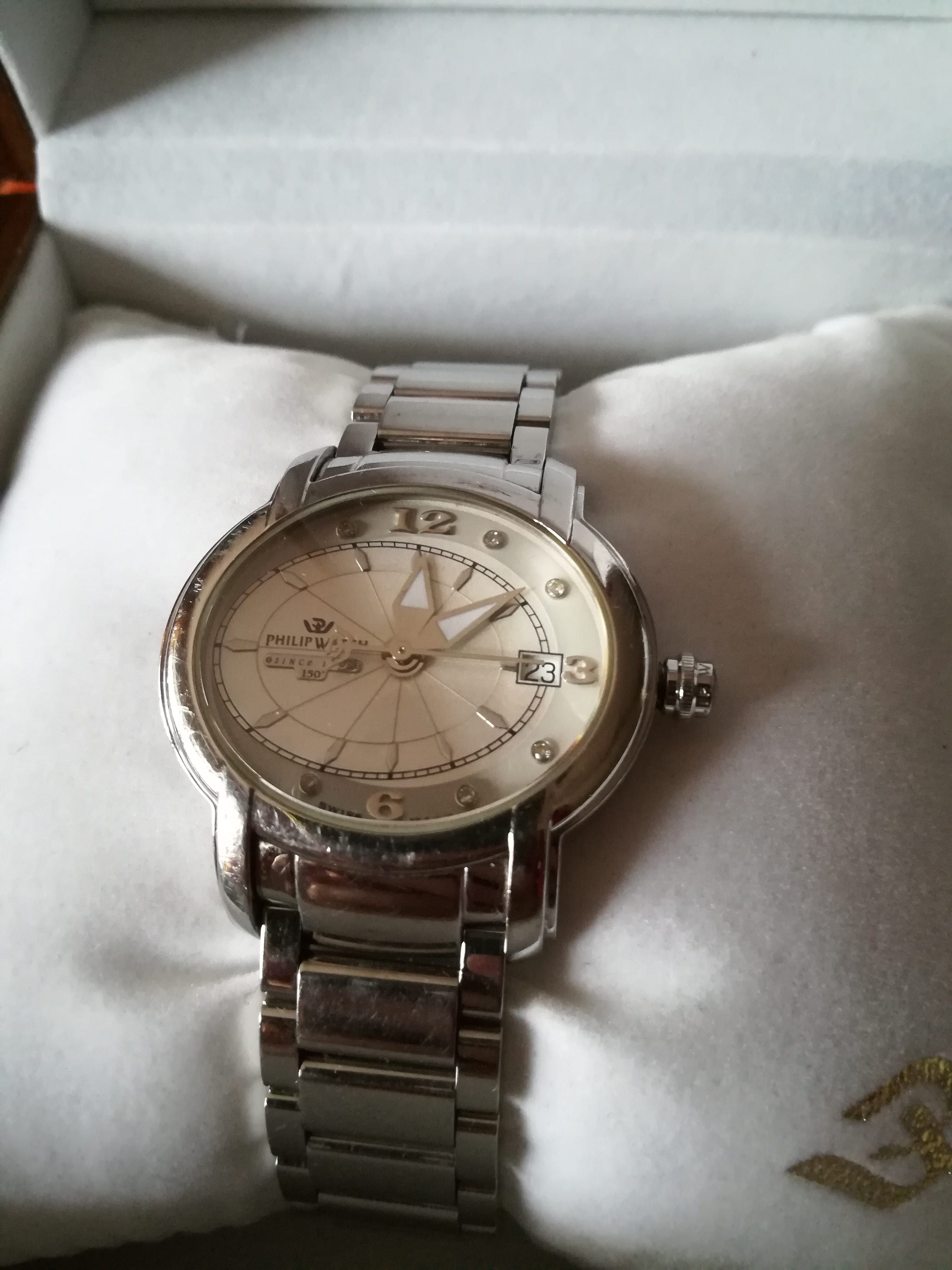
Philip Watch Anniversary 150, 2008

## Modelli
Tra i modelli più celebrati dagli esperti figurano
- Caribbean 1000, lanciato negli anni '60: orologio subacqueo impermeabile sino 1 chilometro di profondità
- Seahorse, lanciato negli anni '80: orologio subacqueo con particolare ghiera godronata